# 綾小路有俊
綾小路有俊（あやのこうじ ありとし、応永26年（1419年） - 没年不明）は、室町時代中期の公卿。法名は有璠。

## 官歴
- 応永30年（1419年）：侍従
- 永享2年（1430年）：左少将
- 永享3年（1431年）：正五位下
- 嘉吉2年（1442年）：従四位下
- 嘉吉3年（1443年）：右中将
- 文安3年（1446年）：従四位上、丹波権介
- 文安4年（1447年）：正四位下
- 文安5年（1448年）：右兵衛督
- 宝徳2年（1450年）：従三位、左兵衛督
- 宝徳3年（1451年）：正三位、参議
- 享徳元年（1452年）：讃岐権守
- 康正元年（1455年）：従二位、権中納言
- 長禄2年（1458年）：按察使
- 寛正6年（1465年）：正二位
- 応仁2年（1468年）：出家のため致仕

## 系譜
- 養父：綾小路信俊
- 実父：山科行有（山科教言の孫）
- 子：綾小路俊量